# Oensingen
Oensingen is een gemeente en plaats in het Zwitserse kanton Solothurn en maakt deel uit van het district Gäu.
Oensingen telt 4610 inwoners.